# Medicinsk antropologi
Medicinsk antropologi är en gren av antropologin, som studerar tillämpningen av antropologiska och socialvetenskapliga teorier på, och metoder att ställa frågor om, hälsa, sjukdom och läkande. 
Vissa medicinska antropologer har antropologi som sin huvudsakliga disciplin, medan andra har studerat antropologi efter utbildning och praktik inom hälsovård och angränsande yrken som medicin, sjukvård eller psykologi. Medicinska antropologer utför forskning i miljöer i allt från avlägsna byar till sjukhus och kliniker i storstäder. De kan lära ut medicinsk antropologi i antropologiska eller medicinska institutioner på universitet, eller andra utbildningar inom till exempel hälsovård eller samhällsvetenskap. Den svenske socialantropologen Melcher Ekströmer skrev 1998 'Kritisk medicinsk antropologi', som bland annat behandlar teori och tolkning, ekologiska perspektiv, folkmedicin, skolmedicin, transkulturell psykiatri, förändrade medvetandetillstånd och psykoanalys. 
Teman och frågeställningar inom medicinsk antropologi omfattar:
- Utvecklandet av system inom medicinsk kunskap och hälsovård
- Patient-läkare-förhållanden
- Integreration av alternativa medicinska system i kulturellt diverserade miljöer
- Samspelet mellan biologiska, miljömässiga och sociala faktorer och dessas inverkan på hälsa och sjukdom på både individ- och samhällsnivå
- Påverkan av biomedicin och biomedicinska teknologier i både västerlandska och icke-västerländska miljöer